# Moritz Haubold von Schönberg
Moritz Haubold Freiherr von Schönberg (ur. 22 września 1770 w Geußnitz; zm. 18 kwietnia 1860 w Groß Krauschen) – pruski polityk, nadprezydent prowincji śląskiej i pomorskiej.

## Życiorys
Urodził się w 1770 roku w Geußnitz na terenie dzisiejszego landu Saksonia-Anhalt jako syn Carla Haubolda von Schönberga auf Geußnitz. Pochodził ze starej pruskiej rodziny szlacheckiej Schönbergów. W latach 1816–1822 pełnił funkcję pierwszego prezydenta rejencji merseburskiej położonej w prowincja saskiej. Następnie w latach 1824–1825 sprawował urząd nadprezydenta prowincji śląskiej we Wrocławiu, potem został przeniesiony do pruskiego ministerstwa spraw zagranicznych, gdzie został drugim jego dyrektorem. W 1831 roku objął urząd nadprezydenta prowincji pomorskiej w Szczecinie, który pełnił do 1835 roku.
21 grudnia 1807 roku ożenił się z hrabiną Luise zu Stolberg-Wernigerode, z którą miał jedną córkę Augustę (1808–1864), wydaną za mąż w 1828 roku za hrabiego Magnusa von Schlieffena. Jego wujkiem był Alfred Graf von Schlieffen.
Zmarł w 1860 roku w Groß Krauschen (Kruszynie), koło Bolesławca.